# ヤロスラフ1世

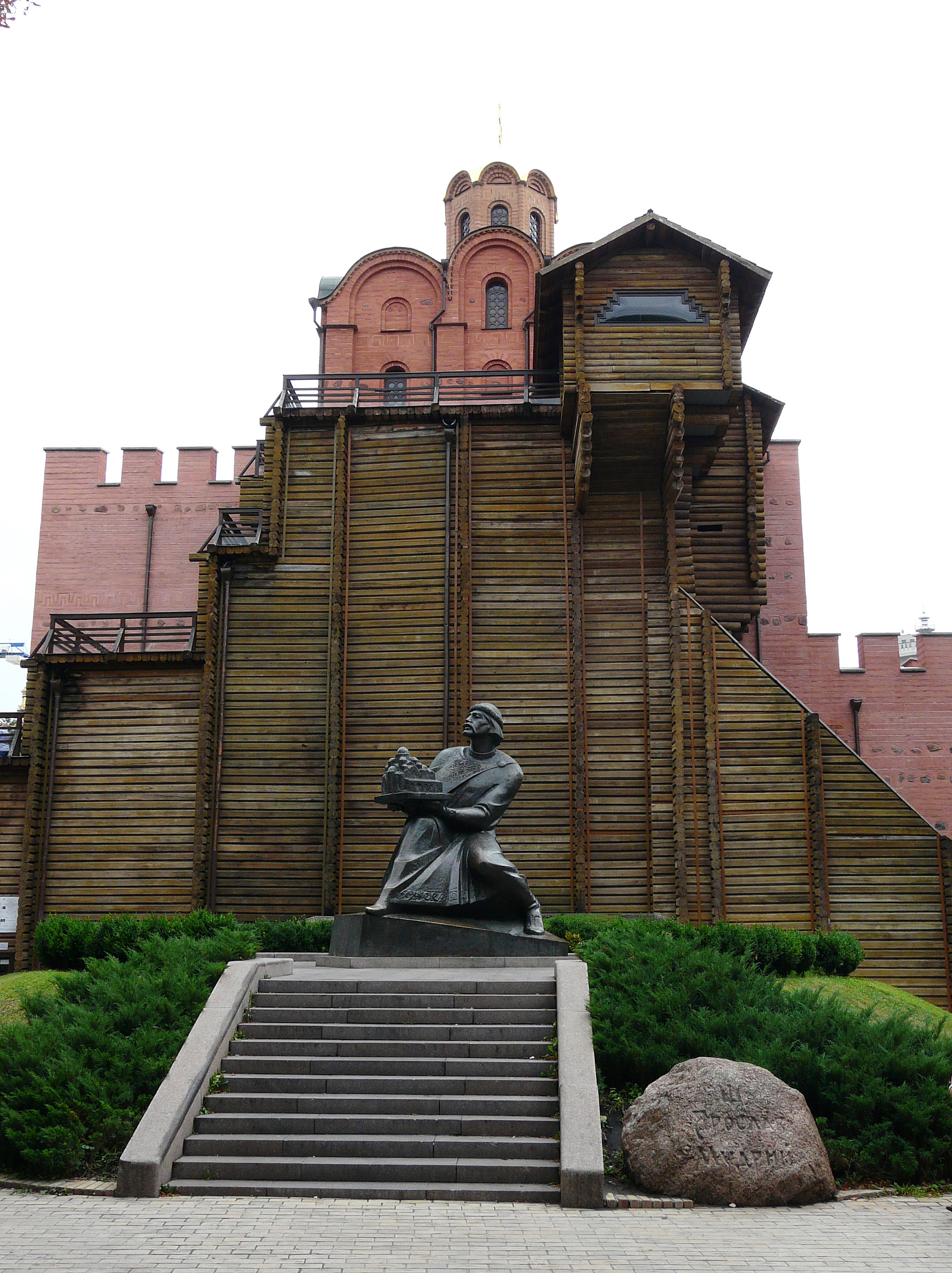
ヤロスラフ賢者の記念碑、ゾロトヴォリツキー広場、ウクライナ

ヤロスラフ1世（ヤロスラフ1せい、ロシア語: Ярослав Владимирович）、ヤロスラウ1世（ウクライナ語: Ярослав Володимирович、古東スラヴ語: Ꙗросла́въ Володи́мировичъ、978年頃 - 1054年2月20日）は、キエフ・ルーシの大公（在位：1016年 - 1054年）。「賢公」（古東スラヴ語: Мѫ́дрꙑи）と呼ばれる。父はウラジーミル1世、母はポロツク公女ログネダ。息子にイジャスラフ1世、スヴャトスラウ2世、フセヴォロド1世がいる。キエフ・ルーシの大公に即位する以前にロストフ公、またノヴゴロド公を歴任。

## 父親の薨去まで
980年代末に父からロストフに配置される。1010年に長兄ヴィシェスラフが薨去した後にはノヴゴロド公位に就く。当時ノヴゴロド公には、大公の長男が就くのが慣例であった。その没後にヤロスラフがこの公位についたということは、父親が彼を大公位継承者と考えていたとみなす根拠になる。ところがヤロスラフは1014年に父親のいるキエフに対し貢税2000グリヴナの支払いを停止し、このことにより、両者は戦いが避けられない状況に陥った。しかし、遠征の準備中に父ウラジーミルが薨去、大公位はヤロスラフの兄スヴャトポルクの手に渡る。

## 兄との戦い、そして大公位獲得へ

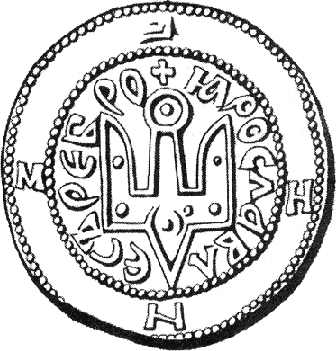
ヤロスラフ賢公のコイン。現在のウクライナの国章にデザインが引き継がれている。

## 国内における活動、対外活動
彼の内政面で特記すべきは、『ルースカヤ・プラウダ』（ルーシ法典）の編纂だろう。恐らくはそれまで口述で伝わっていたルーシの慣習法の一部を成文法化した。この法は、補則・改定を受けながら、16世紀頃まで利用されていた形跡がある。
また、彼は現存するキエフのソフィア聖堂を建設した。但し近年の研究では、それ以前に木造のソフィア聖堂が存在していたと考えられている。現在の聖堂は三代目のものであるとされる。
加えて彼の時代、初めてキエフ府主教にルーシ人（イラリオン）が選出された。それまでの府主教は例外なく東ローマ帝国出身のギリシア人聖職者であった。

## 出自
『原初年代記』ではヤロスラフの母はポロツクのログネダとされるが、年代の矛盾からこの記述の真偽を疑う意見が少数ながら存在する。ポーランドの史料などではヤロスラフをウラジーミルの正妃で東ローマ帝国皇女アンナの子と主張する意見もあるが、明確な証拠はない。

## 家族
妻
- アンナ？ - おそらく、最初の妻はアンナという名のノルウェーの女性である。アンナは1018年にキエフが陥落した際に、ヤロスラフの姉妹と共にポーランド王ボレスワフ1世に捕らえられ、ポーランド王国へ連れ去られた。アンナは生涯ルーシに戻ることはなかった[1]。
- インゲゲルド（インゲヤードゥ[2]）(ru)（聖名イリーナ、修道女としてはおそらくアンナ） - 2人目の妻はスウェーデン王オーロフの娘[3]。インゲゲルドとの間に生まれた娘たちはヨーロッパ各地の王家に嫁ぎ、また息子たちもルーシ外から妻を迎えている。

息子
- イリヤ - おそらくアンナの子であり、ノヴゴロド公だったという仮説がある。
- ウラジーミル - ノヴゴロド公。
- イジャスラフ - トゥーロフ公、ノヴゴロド公、キエフ大公。ポーランド王カジミェシュ1世の姉妹（ミェシュコ2世娘）のゲルトルーダ(ru)と結婚。
- スヴャトスラフ - チェルニゴフ公、キエフ大公。おそらく2回結婚しており、最初の妻はキーリキヤ（またはキキリヤ、ツェツィリヤ）[注 2]という女性であるが、その出自は不明である、おそらく2人目の妻はハンガリー辺境伯レオポルト（バーベンベルク家）の娘・オダ(ru)。
- フセヴォロド - ペレヤスラヴリ公、チェルニゴフ公、キエフ大公。ビザンツ皇女（おそらくビザンツ皇帝コンスタンティノス9世モノマコスの娘）と結婚（ウラジーミル・モノマフの父）。
- ヴャチェスラフ - スモレンスク公。[注 3]
- イーゴリ - ヴォルィーニ公、スモレンスク公。[注 4]

娘
- エリザヴェータ - ノルウェー王ハーラル3世と結婚。
- アナスタシヤ - ハンガリー王アンドラーシュ1世と結婚。
- アンナ - フランス王アンリ1世と結婚。

- アガタ?(ru) - イングランド王家のエドワード・アシリングの妻。その出自には諸説あり、一説にはヤロスラフの娘とするものがある[注 5]。

## 記念
ヤロスラヴリ市内のボゴヤヴレンスカヤ広場に銅像が建てられており、この銅像は1997年より1000ルーブル札の表面に印刷されている。